# Милано Маритима
Милано Маритима (на италиански: Milano Marittima) е квартал на италианския град Червия. Разположен е на брега на Адриатическо море в провинция Равена в регион Емилия-Романя.
Кварталът има 1510 жители (към 31 декември 2006) като туризмът е основен отрасъл в икономиката му.